# 2 Litewski Batalion Schutzmannschaft
2 Litewski Batalion Schutzmannschaft (niem.  2. Lithuanische Schutzmannschaftsbataillon. lit. 2. Lietuvos „Schutzmannschaft” batalionas) – kolaboracyjny pomocniczy oddział policyjny złożony z Litwinów podczas II wojny światowej.

## Historia
Został utworzony już 28 czerwca 1941 w Wilnie. Na jego czele stanął niemiecki oficer kpt. Ohrt. Litewskim odpowiednikiem był mjr Antanas Impulevičius. 6 października 1941 batalion w składzie 23 oficerów i 464 szeregowców został skierowany na Białoruś w rejon Mińsk-Borysów-Słuck do walki z partyzantami. Na miejscu Litwinów podporządkowano niemieckiemu 11 rezerwowemu batalionowi policyjnemu mjr. Franza Lechthalera. Faktycznie zajmowali się oni mordowaniem Żydów i osób uznanych za komunistów. W marcu 1942 batalion przeniesiono na ziemie polskie, gdzie służył jako ochrona obozu koncentracyjnego na Majdanku. W kwietniu tego roku batalion rozformowano, zaś litewskich policjantów rozdzielono pomiędzy jednostki SS, ochraniające obozy jenieckie w rejonie Lublina. Część Litwinów skierowano na kursy przygotowawcze ochrony obozów koncentracyjnych, prowadzone w Trawnikach.
Na pocz. 1943 2 Litewski batalion Schutzmannschaft został odtworzony. Na przełomie lutego i marca tego roku wraz z jednostkami niemieckimi, łotewskimi i 50 Ukraińskim Batalionem Schutzmannschaft wziął udział w dużej operacji antypartyzanckiej „Winterzauber” na granicy Łotwy i Białorusi. Po jej zakończeniu przybył do Wilna. Batalion został rozformowany w październiku 1944 w Gdańsku, dokąd wycofał się wraz z częścią pozostałych litewskich batalionów Schutzmannschaft po rozpoczęciu sowieckiej ofensywy na Białorusi.